# Atlantisia
Atlantisia is een geslacht van vogels uit de familie Rallen, koeten en waterhoentjes (Rallidae) met maar één soort: Atlantisia rogersi synoniem Laterallus rogersi (Inaccessible-eilandral). De auteurs van in 2019 gepubliceerde moleculair genetische studie aan de rallen hebben voorgesteld om de Inaccessible-eilandral op grond van overeenkomsten in het DNA in het geslacht Laterallus op te nemen.